# Magma (matematik)
För andra betydelser av "magma" se Magma.
Inom abstrakt algebra, är en magma eller gruppoid en speciellt enkel sorts algebraisk struktur. En magma består av en mängd med en ensam binär operator på mängden, vilken oftast (men inte alltid) tolkas och betecknas som någon form av multiplikation.
Inga axiom för operatorn krävs för att definiera en magma. Detta gör att exempelvis (a·a)·a inte behöver vara detsamma som a·(a·a), där a är ett element i magman och·(a dess operation betecknas med · . På liknande sätt kan samtliga de fem elementen
a·(a·(a·a)), a·((a·a)·a), (a·a)·(a·a), (a·(a·a))·a och ((a·a)·a)·a
vara olika. I den fria magman på ett element a bestäms antalet element uppbyggt med ett givet antal "multiplikationer" helt av antalet korrekta sätt att parvis gruppera underuttryck genom att sätta in ett givet antal matchande parentespar i ett uttryck. Detta ger
1, 1, 2, 5, 14, 42,...
olika element; se Catalantal.

## Gruppliknande strukturer
Oftast studeras dock inte magmor som sådana; istället finns det flera olika typer av magmor, beroende på vilka axiom man kräver skall gälla för operatorn.
Vanligen studerade magmor innefattar:
- kvasigrupper -- icke-tomma magmor där division alltid är möjlig.
- loopar -- kvasigrupper med neutralt element;
- semigrupper -- magmor där operatorn är associativ;
- monoider -- semigrupper med neutrala element;
- grupper -- monoider med invers, eller ekvivalent associativa kvasigrupper (vilka alltid är loopar);
- abelska grupper -- grupper där operatorn är kommutativ.

Termen "magma" introducerades av Bourbaki. Tidigare användes termen "gruppoid" allmänt, och den används ibland ännu. Termen gruppoid används dock också om ett helt annat begrepp.

Från magma till grupp genom införandet av restriktioner via två olika vägar.